# ソレダメ!〜あなたの常識は非常識!?〜
『ソレダメ!〜あなたの常識は非常識!?〜』（それだめ あなたのじょうしきはひじょうしき）は、2015年4月15日からテレビ東京系列で放送されている情報バラエティ番組である。

## 概要
2014年12月10日に放送された『あなたの日常にある間違った常識!ソレダメ』を改題・レギュラー化したもの。生活に役立つソレマルな情報や、様々な雑学などを紹介する番組。長きに渡って放送された紀行番組『いい旅・夢気分→にっぽん!いい旅』に代わって開始した番組で、この枠でのバラエティ番組は、2000年12月13日 - 2001年9月19日放送の『あっぱれ!日本一』以来13年半振りである。
なお、2015年5月27日は、当初通常枠で放送予定であったが、「全仏オープンテニス」中継（錦織圭×トマス・ベルッチ）に差し替えられ休止となった。放送予定だった内容は同年7月22日に代替放送された。
2016年3月までは2時間SPを放送する時は、開始から2015年6月までは通常は19:55 - 20:00に編成されている「各局別ミニ番組」を20:10 - 20:14に短縮繰り下げて放送のため一時中断していたが、同年7月からは先述のミニ番組を19:45 - 19:49に短縮繰り上げて放送し一時中断する様に変更した。さらに同年10月からは再度先述のミニ番組を20:10 - 20:14に短縮繰り下げて放送し一時中断するように戻した。2016年4月からは先述のミニ番組が枠移動し、19:55 - 20:00枠のミニ番組が廃止されたため、中断無しで2時間SPを放送している。
2015年5月28日まで4回の平均視聴率は7.6%（ビデオリサーチ、関東地区・世帯・リアルタイム。以下略）で、5月6日放送のSPでは9.1%を記録した。
2015年10月からは20:54のミニ番組を廃止、6分拡大し、21:00までの放送となり、直後番組『水曜エンタ』との接続はステブレレスに変更された。
2017年3月8日は番組初の3時間SP（18:55 - 21:57）を放送。
2017年10月4日から19時台の『THEカラオケ★バトル』との枠交換により、当番組は18:55 - 19:54に変更された。枠交換後も『カラオケ★バトル』との交互特番は続いていたが、2018年2月28日放送分は20時枠時代の2015年7月22日以来2年7ヶ月ぶり、19時枠では初の1時間放送、続く同年3月7日放送分も1時間放送で、「2週連続1時間放送」は開始以来初となった。なお、3月21日放送の2時間SPには『THEカラオケ★バトル』の司会者・堺正章がゲスト出演した。8月8日はソフトボール中止で2時間SPを放送。
2020年4月からは30分拡大し、当番組は18:25 - 19:54までの放送となる。但し、枠拡大後は『水バラ』との交互による2時間半特番になる事が多く、レギュラー枠での放送は2024年8月21日放送分が直近となっている。
2025年4月以降はレギュラー番組『世界を救う!ワンにゃフル物語 柴と三毛と亀梨くん』や単発企画と交互に放送されるようになっている。『水バラ』の枠名を冠した番組は2025年3月26日放送の番組が最後となった。2025年7月4日金曜日放送の番組より『水バラ』の枠名を『旅バラ』に変更して放送されている。

## 出演者

### MC
- 若林正恭（オードリー）
- 高橋真麻
- 狩野恵里（テレビ東京アナウンサー）- 高橋の産休による代打で2020年4月15日放送分より出演。

### レギュラーパネリスト
- 春日俊彰（オードリー）
- 増田貴久（NEWS）
- 小籔千豊

## ネット局

### 現在のネット局
| 放送対象地域   | 放送局                    | 系列           | 放送日時                     | ネット状況 | 備考       |
| -------------- | ------------------------- | -------------- | ---------------------------- | ---------- | ---------- |
| 関東広域圏     | テレビ東京（TX）          | テレビ東京系列 | 水曜 18:25 - 19:54           | 【制作局】 | 【制作局】 |
| 北海道         | テレビ北海道（TVh）       | テレビ東京系列 | 水曜 18:25 - 19:54           | 同時ネット |            |
| 愛知県         | テレビ愛知（TVA）         | テレビ東京系列 | 水曜 18:25 - 19:54           | 同時ネット |            |
| 大阪府         | テレビ大阪（TVO）         | テレビ東京系列 | 水曜 18:25 - 19:54           | 同時ネット |            |
| 岡山県・香川県 | テレビせとうち（TSC）     | テレビ東京系列 | 水曜 18:25 - 19:54           | 同時ネット |            |
| 福岡県         | TVQ九州放送（TVQ）        | テレビ東京系列 | 水曜 18:25 - 19:54           | 同時ネット |            |
| 岐阜県         | 岐阜放送（GBS）           | 独立局         | 水曜 18:25 - 19:54           | 同時ネット | [ 注 6 ]   |
| 滋賀県         | びわ湖放送（BBC）         | 独立局         | 水曜 18:25 - 19:54           | 同時ネット |            |
| 奈良県         | 奈良テレビ（TVN）         | 独立局         | 水曜 18:25 - 19:54           | 同時ネット |            |
| 和歌山県       | テレビ和歌山（WTV）       | 独立局         | 水曜 18:25 - 19:54           | 同時ネット |            |
| 三重県         | 三重テレビ（MTV）         | 独立局         | 木曜 19:00 - 19:55           | 遅れネット |            |
| 宮城県         | ミヤギテレビ（MMT）       | 日本テレビ系列 | 土曜 13:00 - 14:00           | 遅れネット | [ 注 7 ]   |
| 山形県         | 山形放送（YBC）           | 日本テレビ系列 | 日曜 12:00 - 12:55           | 遅れネット |            |
| 長野県         | 信越放送（SBC）           | TBS系列        | 水曜 23:56 - 翌0:53          | 遅れネット | [ 注 8 ]   |
| 沖縄県         | 琉球放送（RBC）           | TBS系列        | 水曜 14:50 - 15:49           | 遅れネット | [ 注 9 ]   |
| 富山県         | 富山テレビ（BBT）         | フジテレビ系列 | 木曜 0:35 - 1:35（水曜深夜） | 遅れネット | [ 注 10 ]  |
| 鹿児島県       | 鹿児島テレビ（KTS）       | フジテレビ系列 | 日曜 12:00 - 12:55           | 遅れネット | [ 注 11 ]  |
| 青森県         | 青森朝日放送（ABA）       | テレビ朝日系列 | 日曜 10:00 - 10:55           | 遅れネット | [ 注 12 ]  |
| 石川県         | 北陸朝日放送（HAB）       | テレビ朝日系列 | 日曜 10:15 - 11:20           | 遅れネット | [ 注 13 ]  |
| 愛媛県         | 愛媛朝日テレビ（eat）     | テレビ朝日系列 | 日曜 16:30 - 17:25           | 遅れネット |            |
| 熊本県         | 熊本朝日放送（KAB）       | テレビ朝日系列 | 土曜 13:30 - 15:30           | 遅れネット | [ 注 14 ]  |
| 岩手県         | 岩手めんこいテレビ（mit） | フジテレビ系列 | 不定期放送                   | 遅れネット | [ 注 15 ]  |
| 新潟県         | 新潟テレビ21（UX）        | テレビ朝日系列 | 不定期放送                   | 遅れネット | [ 注 16 ]  |
| 長崎県         | 長崎文化放送（ncc）       | テレビ朝日系列 | 不定期放送                   | 遅れネット |            |

独立局では同時ネットとはいえ、あくまで番販ネットであり、自主編成のために臨時非ネットまたは遅れネットとすることがある。

### 過去のネット局
※いずれの局も遅れネット。
| 放送対象地域   | 放送局                | 系列           | 放送日時                     | 備考                          |
| -------------- | --------------------- | -------------- | ---------------------------- | ----------------------------- |
| 宮城県         | 東北放送（TBC）       | TBS系列        | 土曜 14:00 - 15:00           | 2017年12月23日まで            |
| 秋田県         | 秋田放送（ABS）       | 日本テレビ系列 | 土曜 9:30 - 10:25            | 2024年3月30日まで             |
| 福島県         | 福島放送（KFB）       | テレビ朝日系列 | 土曜 10:45 - 11:40           | 2020年3月28日まで             |
| 新潟県         | 新潟総合テレビ（NST） | フジテレビ系列 | 火曜 0:30 - 1:25（月曜深夜） | 2019年3月26日まで             |
| 静岡県         | 静岡第一テレビ（SDT） | 日本テレビ系列 | 金曜 10:00 - 10:55           | 2015年5月15日 - 2017年3月31日 |
| 静岡県         | テレビ静岡（SUT）     | フジテレビ系列 | 日曜 12:00 - 13:00           | 2020年9月まで                 |
| 石川県         | 北陸放送（MRO）       | TBS系列        | 月曜 13:55 - 14:50           | 2019年6月24日まで             |
| 鳥取県・島根県 | 日本海テレビ（NKT）   | 日本テレビ系列 | 火曜 15:50 - 16:50           | 2021年12月21日まで            |
| 愛媛県         | 南海放送（RNB）       | 日本テレビ系列 | 木曜 15:53 - 16:50           | 2015年9月17日まで             |
| 大分県         | 大分朝日放送（OAB）   | テレビ朝日系列 | 土曜 10:30 - 11:30           | 2023年3月まで                 |
| 宮崎県         | 宮崎放送（mrt）       | TBS系列        | 月曜 13:55 - 14:50           | 2017年9月まで                 |
| 鹿児島県       | 南日本放送（MBC）     | TBS系列        | 火曜 15:00 - 16:00           | 2015年5月12日 - 7月28日       |
| 沖縄県         | 琉球朝日放送（QAB）   | テレビ朝日系列 | 日曜 10:00 - 10:55           | 2021年3月21日まで             |

## スタッフ
2025年6月以降現在
- ナレーター：服部伴蔵門
- 構成：小笠原英樹、西田哲也、田中利明、荘所哲也、キンダイチ
- 医学監修：田中雅嗣（順天堂大学大学医学研究科）【不定期】
- TD：風間誠（以前はCAM）、穂之上秀男、松井光太郎（穂之上→一時離脱→復帰）【週替り】
- CAM：小島正也、平島輝久【週替り】
- VE：持塚浩司、宮前早智（宮前→以前はVTR）【週替り】
- VTR：浦崎二奈、黒髪克也、長山翔一、佐久間元貴、佐藤建太、永井貴也、川俣仁、早川友也、佐原和彦、畑中陶太、吉光雄斗、辻源之、磯沼亮太、荻原実希、新井加奈、岡靖【週替り】
- VE/VTR︰小出一貴、百崎拓哉、高橋瑞希【週替り】
- MIX：遠藤孝明、光山由貴(紀)子、星川真視、竹内和正（光山→一時離脱→復帰）【週替り】
- 照明：翁美希子
- 美術進行：三上貴子（一時離脱→復帰）、菊池正人、中澤琴音、武田方征、今井隆之、太田菜摘、仙田拓也、津坂宗紀【週替り】
- 大道具：鈴木康之
- メイク：山田かつら
- フードコーディネーター：amacoven、ココミール【週替り】
- 協力：レイデザイン
- 撮影：白石利彦、三好陽人、上坂篤志、松尾俊一郎、橋爪智之(利)、縄誠幸、北條(条)英樹、鈴木克典、高橋勇士、矢田部修、柚山尚之、小松裕太、堀内昭彦、花岡隆太、小川正明、松下謙二、橋本弘行、山下貴之、清水崇行、松崎善行、堅岩功、宮川公一郎、高橋裕也、白井宗敏、池田昌俊、村山将太、小瀧裕之、津田欣典、磯光明、市川大祐、畠中宏、飯田一志、吉原利洋、新井直樹、渡部薫梨、竺原功二、小泉陽紀、松原弘兼、佐藤正、荒木哲志、大塚孝輔、佐藤直志、佐藤雄介、加藤智則、小池弘晋、池田昌敏、新毛祐士、今泉始、津田直幸、星野洋平、西田慶仁、吉田孝之、渡辺晃、鏑木悠幹、松岡達也、甲斐優美、中込圭、稲本健汰、為谷純、橋本明大、薮田健志、岩澤治、千葉康弘、猪井泉彦、河合輝久、橋爪智之、堤原稚登、山岸亮太、安藤亘、柴田哲志、前里裕、松島大恭、安藤遥平、永沼響愛、宮崎利之、土谷三代、河内田信彦、安達良、中喜志治、山本啓太【週替り】
- 編集：岡本信好、今井敏明、竹野秀崇、國井哲也、佐藤良正、堀内雅也、星貴仁、遠藤雄紀、高城明宏、石井友規、栗林雄太、緒方賢一郎、塚本啓太、川島啓資（岡本・國井・佐藤・星→一時離脱→復帰、高城→以前はMA）【週替り】
- MA：橋本光平
- 音効：井上竜一、磯部裕之（一時離脱→復帰）、坂井信行【毎週】、広谷匡邦、諏方好朗、大峡邦彦、田尻夕、高橋健人、花﨑俊介、冨田康、中島栄治、北條玄隆、南雲集、﨑野峻光、岩谷知朗、下川康仁、蜂須賀澄人、有坂香【不定期】
- CG：デキサ、グレートインターナショナル、リトルベア【週替り】
- 番宣：髙倉木綿子（テレビ東京）
- デスク：藤巻玲菜（テレビ東京）
- 技術協力：e-naスタジオ、フジアール、東京オフラインセンター【毎週】、バンエイト、ティ・ピー・ブレーン、港家、MABU、オフィスて・ら、ビデオウイング、J-crew、ファーストハンド、ビデオワーク、パワービジョン、東京ビデオ企画、スウィッシュジャパン、J・P・N、HBC FLEX、広域テレビ技術株式会社、中央映画社、池田屋【週替り】
- 衣裳協力：はるやま
- AD：野中里美、東ヶ崎海南子、宮本真衣、石川奈絵、竹ノ畑拓海、新田桜子、長谷川光、下村実来、倉町裕平、川口佳織、馬場響子、内藤卓哉、三橋翔、藤本夢菜、浅野瑠佳、工藤涼也、指田康仁、坂本紗侑、斉藤彩華、八木史織、母袋園子、三木貴大、松浦実里、山本紗菜、鈴木魁斗、東浦尚史、福澤沙彩、松本夏弥、手塚貴志、龍田愛、角田陽菜、木村圭一、齋藤奏、島澤美風、徳永明日香、川森巧海、馬屋原理沙、井田光紅、菊田華暖、岡紗波、乃村朋樹、櫻田千夏、蓑田かのん、村上奈津美、田川皓介、中野涼太、岸本那由也、大島勝利、中山聖菜、笠井駿佑、丸山悟志、山下祐樹、大森美咲、古藤凜、染野花梨、千葉萌生、北山紅葉、洌崎亜依、高田桃花、田中豪、松尾一輝、佐々木美颯、川野和、小出智貴、青木友香子、柏葉真也、月村友哉、光延洋洋、石黒麻莉奈、石井唯加、諸見里朝大、原口小幸、杉江朋也、石田凌介、志賀彩珠美、原希実、田畑晃貴、堀口朱音、中村侑加【週替り】
- 制作進行︰伊藤暁【週替り】
- AP：中田瞳、吉田恵美、鈴木仁美、渡辺亜美、酒井瑞希、作田美乃里、仙田尚希、神林正美、齋藤千明（TAIGA PRO、以前はディレクター）、飯田美沙紀、辻本麻莉、酒井琴美、内山桃華、山口麻耶、青木優美、阿部友紀【週替り】
- FD：岡野彰男（以前はディレクター→一時離脱）
- ディレクター：萩森豪（FIREBUG）、山本和子、如沢大介、豊嶋隆一（TOURO）【事実上のチーフディレクター】、佐藤真吾、山中伸二、松延由子、金井洋人、鈴木春菜(奈)、海老澤和也（GOLDSHIP）、松井美保、深川隆司、畑村陽平、池田葵（TAIGA PRO）、水野雅之、ヨシダマリ、中村雄大（花組）、米嶋悟志、小松聡、高橋修二、本荘栄資、寺尾康佑（寺尾→一時離脱→復帰）、土屋豪広、原美桜子、丸山仁、高橋健二、碇真人、滝内一穂、名取孝昌、佐々木繁雄、長田海里、岡本裕太、樋口諒、佐藤加奈、平尾春菜、内田光、安井紘侑、久秋伸雄、金澤忠延、蓑茂健太郎、北島清次、本間和美、藤澤貴之、太田昌伸、野村緑、前場智也、城野綾子、三浦信一、大友淳、照井有、荷見基成、喜田浩文、西岡奈美、大塚隆史、畠山拓真、熊崎心、手塚貴志、吉村正好、上原伸、平古場毅、富谷聡史、石黒麻莉奈（鈴木・齋藤・池田・中村・本荘・原→以前はAD）【週替り】
- 演出：武島義之
- プロデューサー：荻野和人（テレビ東京）、川口伸之・國玉譲治・渡部かおり（TAIGA PRO）、済本明里、大波多洋貴・中村いずみ（クリーク・アンド・リバー社、中村→一時離脱→復帰）【毎週】、小澤啓子、勝田久美子【週替り】
- チーフプロデューサー：清水俊雄（テレビ東京）
- 制作協力：ソリスプロデュース、共同テレビジョン【週替り】、クリーク・アンド・リバー社【毎週】
- 製作：テレビ東京、TAIGA PRO

### 過去のスタッフ
- ナレーター：畠山美和子、内田大加宏、川崎恵理子
- 構成：根本ノンジ、吉橋広宣
- CAM：村上岳文、宮川量康（港家）
- VE：小笹直樹、霜崎愛実
- MIX：門脇茂誠
- 照明：宮尾淳一、小林瑞雪、井町成宏
- 美術プロデューサー：小林大輔（以前は美術制作）
- デザイン：本間光一
- 美術制作：馬場啓友
- 大道具：鈴木康之
- 大道具制作：多田文彦
- 電飾：中みつ子、菅田重樹
- アクリル装飾：鈴木竜、長谷川梨奈、桃原皐月
- 装飾：藤原佐知子
- 撮影：行廣晋一、浦谷清顕、川島孝夫、小山竜太、高橋克明、廣田晃、佐藤愼悟、佃義久、奥村一彦、要海佑介、佐藤智幸、山本健太、岩堀義夫、中尾幸太郎、中祖信也、井澤和彦、水口智博、薮田健志、伊澤豪、森山豊、木下広人、川口宏樹、徳久裕、武田和仁、江沢崇、藤村太史、和田英里香、高師専吉、横田浩幸、日名透、吉川英嗣、松本綾佳、中島誠、佐藤雄介、長田洋平、西岡慶太、須藤崇平、國本航平、秋田恵、山本和明、菊池隆、工藤滉生、佐々木亮、島香望、柴田哲志、海野晃行、永石秀行、中村紘明、菅野一哉、安東亮、福田安美、坂本聡、菊島政之、斉藤和彦、鈴木哲也、沼田善、鷹觜浩司、福岡利浩、石田崇、重原千尋、赤羅賢時、上川伸廣、篠原佑典、金子徹、湯本将司、前里裕、重松敦、松岡達也、園田清隆、本村治、武山智則、松崎善行、山崎伸一、数村地空、水上智恵子、伊藤憲和、篠原佑典、黒川洋文、小西康広、中嶋健、江頭恭真、河部謙一、矢田部誠、南谷浩之、古本春樹、笹森俊、衛藤洋介、後藤弘幸、三浦貴広、久田松正香、鳴岡雅人、伊藤大樹、岡本亮
- 編集：石川雅彦、石鍋孝敏、瀧澤めぐみ、吉田浩一、真田卓、奈良貢、西巻勇樹、十川海次郎、高羽英輝、杉澤賢太郎、藤野誠一、宮本和典
- 音効：引地康文、小松由佳、吉田達朗
- CG：アイヴリックスタジオ、Kanos、レイデザイン、アレックス、テレビ東京アート、PDトウキョウ、中村サトル、Ever Design、ワイルドグース、レイデザイン
- フードコーディネーター：studiocoody
- リサーチ：坂野真希、森祐介、横山晋哉、坂田至、岡本順子、新田千晴、眞鍋由里杏
- 番宣：朴俊映、横森絵美、加瀬祥恵、田窪容子、荒井正和、高瀬真美（テレビ東京）
- デスク：林由里江、戸田綾音（テレビ東京）
- 技術協力：千代田ビデオ、NiTRo Cube、テイクシステムズ、テーク・ワン、テクニカル・アート、UlC、我撮、天王洲スタジオ、プレゼンス・クルー、DEEP、マリポーサ・カンパニー、NANBU-TECH、オフィスユニオン、きさくや、イルージョン、だだだ、ジェイ・ビジョン、鹿児島ビジョン、Fs-GAME、ライズカンパニー、クロステレビジョン、富山テレビ事業、ビデオワーク、アーツポート企画[注 25]、BULL BULL、NASH、Biq Voice、テックサービス、lBEX、Zeta(ゼータ)、テクノマックス、turn up、ビジュアルコミュニケーションズ、きさくや、パーツプロダクション、インテック、イメージランド、駿、ライズアップ、六分儀、EYEZEN
- AD：信太旭、青山礼、森大樹、米崎義明、中鳥晃貴、竹内敦哉、瀬野亨、山森真実、山外翼、橋本夏希、丸山奏絵、東王地萌子、石渡凌平、髙木城治、渡邊香保里、渡邉恵梨、比嘉愛佳、岡部早紀、神林茉奈、金子大和、森川遼太(大)、黒笹ひろみ、増澤清志、七澤瑞希、諸橋優馬、田代和総、安芸枝里奈、金子大和、稲葉真一、佐々木南、岡本渉、渡辺(邊)創、菅原由輝、津田恭平、槇澤圭亮、櫻井佑、吉田智暁、張ジェミン、佐藤英悟、初野沙織、勝又郁斗、小林崇人、川井ひかる、日比絢菜、四村唯、中村雄大、加藤妙子、久保田香純、松永彩、岩田真奈、大橋勇気、丸井彩也夏、西岡樹、森健、早川未来、田中絃義、山本彩乃、青木広実、鈴木尭智、新田彩希、東浦尚史、青木聖也、中津祐亮、佐藤凌也、大久保駿、川口佳織、野村秀子、原美桜子、関口泰弘、森田冴津季、廣田遼一郎、下村健郎、青木広実、髙橋裕太、斉藤直輝、月森将博、山岸悠太、古川裕一郎、梅村梨愛、中根梓、田沢希佐、林七海、小林慎治、加藤桃代、上田久美子、秋月陽和、河村静香、滝澤巧実、片桐絵里、白鳥雄大、金城啓太、松田雅子、加来将太、福田亜衣、中田知抄(沙)、松井一樹、和田翔太郎、阿部快飛、塩野雅也、金城桃子
- AP：加藤信（TAIGA PRO）、麻野とも子、佐伯愛、橋本苑香、平山璃菜（VAMP）、藤林千絵、関本薫子、鈴木佐江子（花組）、正頭なおみ、藤本彩子（ライド）、三ッ井あゆ美（三ッ井→以前はAD）、荒川千尋（クリーク・アンド・リバー社）、川村理美、東矢佳奈美（ロジック）、鈴木美絵、近田雅美、亀松ゆき子（亀松→以前はAD）、山下規介
- ディレクター：嶋田武史、鈴木麻美、中田聡、市村智哉、田村貴広、奥田紗代、北山友亮、舟木隆浩、今井勘太、久秋伸雄、丸山仁、松岡活美、古手川昌樹、小林恭寛、佐藤嘉一、澤田親宏、次郎垣内保、金澤忠延、四方田翔平、福元洋之、又吉真平、大村嘉範、吉原崇弥、及川洋平、日比野大輔、落合圭太、伊藤馨志朗、白石宗広、松井一樹、満尾晋介、早藤翔太、須田基之、坂本篤、小松生子、和田彩、川野雅貴、小田万里太郎、岡本裕太、小滝香一、宮崎洋平、織田智、中松謙介、安部聖之、永井洋之(史)、田中久義、加藤貴史、石川のりひさ、永松近也、貞松秀樹、稲村隆、長谷川真也、阿部裕一郎、杉山聡、山田健二、松岡秀尚、丸山耕弥、居垣寿典、庄司直美、狩野紀明、松井一、坪山悟史、河島聖奈（河島→以前はAD）、名久井一允、安永亮介、越智優、影山龍太、岩野直人、合澤秀信、中野伸郎、名取佑樹、阪本亮介、佐藤雄亮、岡山一尋、佐野雄亮、佐藤初好、広田剛己、石丸達也、井上侑也、浅川拓哉（浅川→ADの回あり）、長崎玲史、大阿久知浩、畑中秀之、池山喜勇（クリーク・アンド・リバー社）、峯崎良平、赤石貴弘、増田剛、岩野直人、田中十萌、永島糧（BOマーズ）、勝木拓郎（花組）、吉澤直樹、今井雄大、松原綾子
- チーフディレクター：青木忠明（花組）
- プロデューサー：山崎圭介・工藤里紗（テレビ東京）、飯田進・関根由美子（花組）、岡庭幸代・吉利之宏（VAMP）、本多孝成・所俊輔（ライド）、正木友美子（クリーク・アンド・リバー社）、今村奈津紀、堤智志、松山岳宗（ロジック）、中田容子、穴澤利香、桂若穂、谷田磨隆（ティーズ）、中村肇、相沢宏明（相沢→以前はディレクター）、内田智子、西(酒井)琴美（西→以前はAP）
- エグゼクティブプロデューサー：井関勇人（テレビ東京、以前はチーフプロデューサー→一時離脱）
- チーフプロデューサー：深谷守、斎藤勇、澤井伸之、岡田英吉、角田康治（岡田・角田→共に以前はプロデューサー）（共にテレビ東京）
- 制作協力：VAMP、ライド、LOGlC、花組、ティーズ、BEE BRAIN